# Tom Vilsack
Thomas James Vilsack (1950. december 13. –) amerikai politikus és jogász, az Amerikai Egyesült Államok mezőgazdasági minisztere 2009 és 2017 között, illetve 2021 óta. A Demokrata Párt tagja, Iowa állam 40. kormányzója volt 1999 és 2007 között.
2006. november 30-án bejelentette, hogy indulni fog a 2008-as elnökválasztáson, de 2007. február 23-án visszalépett. Az akkor megválasztott elnök, Barack Obama jelölte Vilsackot, mint az Egyesült Államok mezőgazdasági minisztere. Amíg le nem mondott Obama terminusának vége előtt egy héttel, ő volt az egyetlen kabinettag, akik végig szolgálta az elnökséget.
2016. július 19-én a The Washington Post forrásai alapján Vilsack tagja volt annak a kétfős listának Tim Kaine-nel, akik közül az egyiket Hillary Clinton alelnökjelöltjének tervezte jelölni. 2020. december 10-én jelentette be Joe Biden, hogy Vilsackot fogja jelölni a mezőgazdasági miniszteri pozícióra. A Szenátus 2021. február 23-án hagyta jóvá a jelölését.

## Választási eredmények
| Párt                 | Jelölt      | %      |
| -------------------- | ----------- | ------ |
| 25x25px[halott link] | Tom Vilsack | 100.0% |

| Párt                 | Jelölt      | Szavazatok | %      |
| -------------------- | ----------- | ---------- | ------ |
| 25x25px[halott link] | Tom Vilsack | 12,544     | 50.1%  |
| 25x25px[halott link] | Dave Heaton | 10,551     | 42.1%  |
| FÜG                  | Dan Reed    | 1,945      | 7.8%   |
| Összes               | Összes      | 25,040     | 100.0% |

| Párt                 | Jelölt                   | Szavazatok | %      |
| -------------------- | ------------------------ | ---------- | ------ |
| 25x25px[halott link] | Tom Vilsack (hivatalban) | 1,201      | 99.9%  |
| 25x25px[halott link] | További jelöltek         | 1          | 0.1%   |
| Összes               | Összes                   | 1,202      | 100.0% |

| Párt                 | Jelölt                   | Szavazatok | %      |
| -------------------- | ------------------------ | ---------- | ------ |
| 25x25px[halott link] | Tom Vilsack (hivatalban) | 12,288     | 98.8%  |
| További jelöltek     | További jelöltek         | 145        | 1.2%   |
| Összes               | Összes                   | 12,433     | 100.0% |

| Párt                 | Jelölt           | %      |
| -------------------- | ---------------- | ------ |
| 25x25px[halott link] | Tom Vilsack      | 51.2%  |
| 25x25px[halott link] | Mark McCormick   | 48.5%  |
| 25x25px[halott link] | További jelöltek | 0.3%   |
| Összes               | Összes           | 100.0% |

| Párt                 | Jelölt           | Szavazatok | %      |
| -------------------- | ---------------- | ---------- | ------ |
| 25x25px[halott link] | Tom Vilsack      | 500,231    | 52.3%  |
| 25x25px[halott link] | Jim Lightfoot    | 444,787    | 46.5%  |
| További jelöltek     | További jelöltek | 11,477     | 1.2%   |
| Összes               | Összes           | 956,495    | 100.0% |

| Párt                 | Jelölt                   | Szavazatok | %      |
| -------------------- | ------------------------ | ---------- | ------ |
| 25x25px[halott link] | Tom Vilsack (hivatalban) | 79,277     | 98.6%  |
| További jelöltek     | További jelöltek         | 1,166      | 1.4%   |
| Összes               | Összes                   | 80,443     | 100.0% |

| Párt                 | Jelölt                   | Szavazatok | %      |
| -------------------- | ------------------------ | ---------- | ------ |
| 25x25px[halott link] | Tom Vilsack (hivatalban) | 540,449    | 52.7%  |
| 25x25px[halott link] | Doug Gross               | 456,612    | 44.5%  |
| 25x25px[halott link] | Jay Robinson             | 14,628     | 1.4%   |
| 25x25px[halott link] | Clyde Cleveland          | 13,098     | 1.3%   |
| További jelöltek     | További jelöltek         | 1,015      | 0.1%   |
| Összes               | Összes                   | 1,025,802  | 100.0% |